# Alhama de Almería
Alhama de Almería is een gemeente in de Spaanse provincie Almería in de regio Andalusië met een oppervlakte van 26 km². In 2007 telde Alhama de Almería 3587 inwoners.

## Demografische ontwikkeling
Bron: INE, 1857-2011: volkstellingen